# Cyclochlamys irregularis
Cyclochlamys irregularis is een tweekleppigensoort uit de familie van de Cyclochlamydidae. De wetenschappelijke naam van de soort werd voor het eerst geldig gepubliceerd in 2008 door Dijkstra en Marshall.